# Bill Craig
William Norval (Bill) Craig (Culver City, 16 januari 1945 - Newport Beach, 1 januari 2017) was een Amerikaans zwemmer.

## Biografie
Craig was tijdens de Pan-Amerikaanse Spelen 1963 onderdeel van de winnende Amerikaanse ploeg op de 4x100 meter wisselslag.
Tijdens de Olympische Zomerspelen van 1964 won Craig de gouden medaille op de 4x100 meter wisselslag in een wereldrecord. De Amerikaanse ploeg zwom de estaffete voor het eerst onder de 4 minuten ondanks de regenvallende tijd van Craig.

## Internationale toernooien
| Jaar | Olympische Spelen | Pan-Amerikaanse Spelen |
| ---- | ----------------- | ---------------------- |
| 1963 |                   | 4x100m wisselslag      |
| 1964 | 4x100m wisselslag |                        |

1960: McKinney, Hait, Larson, Farrell ·
1964: Mann, Craig, Schmidt, Clark ·
1968: Hickcox, McKenzie, Russell, Walsh ·
1972: Stamm, Bruce, Spitz, Heidenreich ·
1976: Naber, Hencken, Vogel, Montgomery ·
1980: Kerry, Evans, Tonelli, Brooks ·
1984: Carey, Lundquist, Morales, Gaines ·
1988: Berkoff, Schroeder, Biondi, Jacobs ·
1992: Rouse, Diebel, Morales, Olsen ·
1996: Rouse, Linn, Henderson, Hall ·
2000: Krayzelburg, Moses, Crocker, Hall ·
2004: Peirsol, Hansen, Crocker, Lezak ·
2008: Peirsol, Hansen, Phelps, Lezak ·
2012: Grevers, Hansen, Phelps, Adrian ·
2016: Murphy, Miller, Phelps, Adrian  ·
2020: Murphy, Andrew, Dressel, Apple  ·
2024: Xu, Qin, Sun, Pan